# Oregon v. Mitchell
De zaak Oregon v. Mitchell stamt uit 1970 en kwam voor bij het Federale Hooggerechtshof van de Verenigde Staten. In die zaak had de staat Oregon het hooggerechtshof opgeroepen om een wet ongrondwettelijk te verklaren, die staten dwong om haar bewoners tussen de 18 en 21 jaar te registreren als stemgerechtigd. In een aantal staten, waaronder Oregon, was de officiële stemgerechtigde leeftijd 21. 
De rechtbank was het deels eens met Oregon; de rechters beslisten dat het Congres geen minimumleeftijd om te stemmen kon vaststellen voor staatsverkiezingen, maar wél voor presidentsverkiezingen. Het vonnis werd niet onmiddellijk in uitvoering gebracht, omdat de staten die een leeftijd van 21 aanhielden dan twee kiesregisters zouden moeten bijhouden. De beslissing van de rechtbank werd verworpen toen het jaar daarop het 26e amendement werd aangenomen, waarmee de minimumleeftijd om te stemmen federaal werd vastgesteld als 18 jaar.
John Mitchell, naar wie de zaak vernoemd is, was ten tijde van het proces de minister van justitie. 